# Irgun Tzvai Leumi
L'Irgun (in ebraico ארגון‎?), abbreviazione di Irgun Tzvai Leumi (ארגון צבאי לאומי), ebraico per "Organizzazione Militare Nazionale", è stato un gruppo paramilitare terroristico di ideologia sionista revisionista che operò nel corso del mandato britannico della Palestina dal 1931 al 1948.
In Israele questo gruppo è comunemente citato come Etzel (אצ"ל), un acronimo formato appunto dalle sue iniziali ebraiche. Al tempo in cui l'Irgun fu operativo, la gente spesso vi si riferiva come הגנה ב׳ (Haganah bet, nel senso di "non ufficiale") o ההגנה הלאומית
(HaHaganah HaLeumit, La Difesa Nazionale).
L'Irgun fu classificato dalle autorità del Regno Unito e dalla maggior parte delle stesse organizzazioni ebraiche come un'entità terroristica, mentre da altri fu considerato un movimento indipendentista contro il dominio coloniale britannico. La sua associazione politica con il sionismo revisionista lo rese un movimento anticipatore del moderno partito/movimento israeliano di destra del Likud.

## Fondazione e sviluppo
Il gruppo sorse da una scissione dell'Haganah, operata da esponenti che ne consideravano la politica troppo moderata e ne criticavano le propensioni socialiste. Basato sulle premesse formulate da Vladimir Žabotinskij che «ogni ebreo aveva il diritto di entrare in Palestina, che solo un'attiva rappresaglia avrebbe intimorito gli arabi e che solo una forza armata ebraica avrebbe assicurato lo Stato d'Israele», il gruppo attuò attacchi terroristici e ritorsioni come parte centrale dei suoi sforzi iniziali. L'Agenzia ebraica denunciò l'esistenza, la strategie e le tattiche del gruppo fin dal principio, guidando un deciso confronto nel 1948 che portò alla dissoluzione del gruppo.

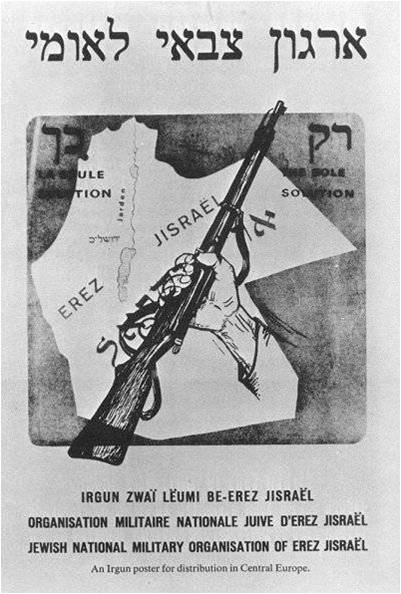
Questo poster dell'Irgun, fatto circolare in Europa centrale tra il 1931 ed il 1938, chiarisce il programma dell'organizzazione: lotta armata per costituire lo Stato del Grande Israele (Erez Israel) in Palestina

L'Irgun fu fondato nel 1931 da Avraham Tehomi, a seguito di una spaccatura largamente politica e ideologica con l'Haganah e dopo che questa aveva assunto la leadership del distretto di Gerusalemme.
L'Irgun si differenziò dall'Haganah, dissociandosi dall'ideologia socialista e dalla strategia prevalente dell'Havlagah, come pure dalla sua relativa moderazione. Nel corso della sua storia, l'Irgun sostenne un uso più deciso della forza in difesa degli ebrei nella Palestina mandataria e la proposta della formazione di uno Stato ebraico.
Mentre la strategia, le tattiche e i metodi operativi dell'organizzazione mutarono negli anni, i suoi obiettivi prioritari furono:
- offrire un'alternativa non-socialista e spiccatamente nazionalista alla guida delle organizzazioni sioniste;
- eliminare o ridurre il pericolo di attacchi arabi contro obiettivi ebraici, assicurando una dura rappresaglia in risposta ad ogni attacco;
- metter fine al governo mandatario britannico che esso considerava violasse il diritto internazionale.

## Fino alla seconda guerra mondiale
Dal 1931 al 1937 l'Irgun fu un piccolo gruppo che condusse a termine attacchi sparsi contro obiettivi arabi. Questa fase si concluse quando il gruppo si spaccò, con alcuni dei suoi leader - incluso l'originario fondatore, Tehomi, tornato nell'Haganah - ed il gruppo cominciò formalmente ad identificare sé stesso come "Etzel" (Irgun).

### La grande rivolta araba
La Difesa Nazionale, od Irgun, registrò un'attività ridotta tra il 1931 ed il 1935, anche a seguito della relativa tranquillità registrata in Palestina. Si stima che, nel 1933, gli aderenti alla rete clandestina fossero circa 300, sovente giovani senza esperienza militare e scarsamente addestrati.
Dal 1936 al 1939, tuttavia, gli arabi palestinesi diedero vita alla Grande rivolta araba contro le autorità britanniche, per via dell'imponente aumento degli insediamenti di ebrei sionisti provenienti dall'estero da esse consentito: la popolazione ebraica nella regione passò infatti dalle circa 80.000 unità registrate nel 1918 a 175.000 nel 1931 a 400.000 nel 1936. La rivolta causò diverse centinaia di vittime, colpendo principalmente la popolazione ebraica, che soffrì circa 320 morti. La reazione dell'Irgun fu decisa, in una escalation di sangue che vide la messa a punto e l'impiego di gran parte delle tecniche terroristiche ancor oggi in uso.
La rivolta ebbe importanti conseguenze per le organizzazioni armate ebraiche:
1. il rafforzamento militare della Haganah: essa si mostrò piuttosto efficace nel bloccare gli attacchi arabi e nell'organizzare la sicurezza per le comunità isolate, lanciando al contempo attacchi di rappresaglia contro i militanti nazionalisti arabi. Il successo attirò nuove leve e, in breve tempo, l'Haganah giunse a contare decine di migliaia di nuovi membri, solo una minoranza dei quali, tuttavia, assunse reali ruoli di carattere "combattente". L'Haganah passò presto a collaborare - quasi alla luce del sole - con le autorità britanniche, che presero ad appoggiarsi ad essa per raccogliere intelligence utile alla repressione della rivolta palestinese. In questo periodo si formarono le cosiddette Squadre speciali notturne (Special Night Squads), unità ebraiche dirette dal Capo di Stato Maggiore britannico Charles Orde Wingate, simpatizzante della causa sionista. Ufficialmente tali unità non erano collegate all'Haganah ma, di fatto, molti loro membri vi aderivano.
2. La scissione dell'Haganah Nazionale: di fronte alla crescita dell'Haganah, per quanto limitata dalla dottrina - allora prevalente nell'ambito della leadership - della "Havlaga" (moderazione), una parte dell'Haganah Nazionale decise di unirsi all'Haganah per fare fronte comune dinanzi agli attacchi arabi. Così, a partire dal 1936, Avraham Tehomi avviò negoziati in tal senso e fu convocato a Parigi da Vladimir Žabotinskij, il quale richiese a Tehomi di aderire ufficialmente al Partito Revisionista (che l'Irgun aveva sempre rifiutato) e di accettare la sua autorità politica. Tehomi accettò le richieste e, con circa il 40% dei propri armati (1.300 uomini), nell'aprile del 1937, passò all'Haganah. A questo punto il "Comitato di Tutela", organo politico collegiale, si dissolse, abbandonato da tutti i partiti escluso il Revisionista. In conclusione, l'Haganah ne uscì rafforzato, sia in termini politici, sia in numero di combattenti attivi.
3. La radicalizzazione dell'Irgun: a seguito della scissione del 1937, l'Haganah Nazionale abbandonò la propria denominazione storica e passò ad utilizzare solo quella di "Irgun Zvai Leumi" (IZL). Avendo rotto con i sionisti "generali" e con quelli "religiosi", l'organizzazione divenne l'ala militare del movimento revisionista, seppure con una forza ben minore dell'Haganah. Malgrado questo chiaro legame ideologico, l'influenza di Zabotinskij nel seno dell'organizzazione fu più teorica che reale (e, d'altra parte, egli non aveva più potuto tornare in Palestina dopo il 1929).

## Seconda guerra mondiale
Dal 1940 al 1943, l'Irgun dichiarò una tregua nei confronti della Gran Bretagna e sostenne gli sforzi degli Alleati contro le forze naziste e i loro alleati nell'area palestinese, arruolando suoi appartenenti nelle forze britanniche e nella Brigata Ebraica, principalmente per condurre azioni di sabotaggio.
Zabotinskij, che aveva approvato l'accordo, si trasferì negli Stati Uniti, ove morì per una crisi cardiaca il 4 agosto 1940. Si spegneva con lui uno dei principali esponenti ed un capo carismatico della destra storica nazionalista sionista.
Nel 1941, uno dei leader dell'Irgun, David Raziel si offrì volontario per una pericolosa azione militare britannica in Iraq per catturare o uccidere Amin al-Husseini, ma rimase ucciso prima di poter portare a termine l'operazione.

### La scissione della Banda Stern e l'ascesa di Yitzhak Shamir (1940)

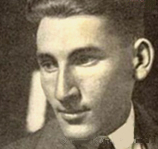
Avraham Stern

Alla tregua dichiarata dall'Irgun verso i britannici non si adeguò una frangia minoritaria e particolarmente estremista degli aderenti all'organizzazione. Avraham Stern ("Yair") si pose alla guida di questa fronda, contestando la decisione dei leader dell'Irgun di affiancare - ancorché solo strumentalmente - la Gran Bretagna nella lotta al nazismo e considerando che, al contrario, la minaccia della dissoluzione del "focolare nazionale ebraico", prevista dai britannici nel "Libro Bianco" del 1939 (uno Stato palestinese nei quali gli ebrei sarebbero stati minoranza avrebbe dovuto esser creato nel 1949), fosse più grave del pericolo nazista.
Assieme ad altri estremisti, tra i quali il futuro primo ministro d'Israele Yitzhak Shamir, egli consumò una scissione dall'Irgun e diede vita ad un proprio gruppo, autodenominato in un primo tempo come Irgun Zvai Leumi beIsrael ed, in seguito, come "Lohamei Herut Israel" (Combattenti per la libertà d'Israele) o Lehi. Resosi presto protagonista di una serie di attentati terroristici, il gruppo fu indicato come "Banda Stern" (Stern gang) dal governo britannico, denominazione poi consolidatasi e divenuta corrente nella quasi totalità della storiografia successiva.
La Banda Stern colpì con determinazione ed audacia tanto alti ufficiali ed esponenti britannici e della comunità internazionale, quanto cittadini arabi ed ebrei giudicati "collaborazionisti", mentre prendeva attivamente contatti con i nazisti, considerati come un "persecutore preferibile" al nemico britannico, visto come ostacolo alla nascita dello Stato ebraico. Dopo essersi resa responsabile di diversi attentati, la Banda Stern subì duri colpi e fu pressoché smantellata dalla repressione britannica tra la fine del 1941 e l'inizio del 1942: Stern, catturato disarmato da poliziotti inglesi, venne da questi ucciso a sangue freddo, mentre Shamir finì in prigione.

## La ripresa delle ostilità

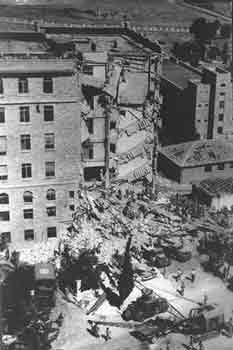
L'Hotel King David di Gerusalemme devastato dall'attentato dinamitardo dell'Irgun

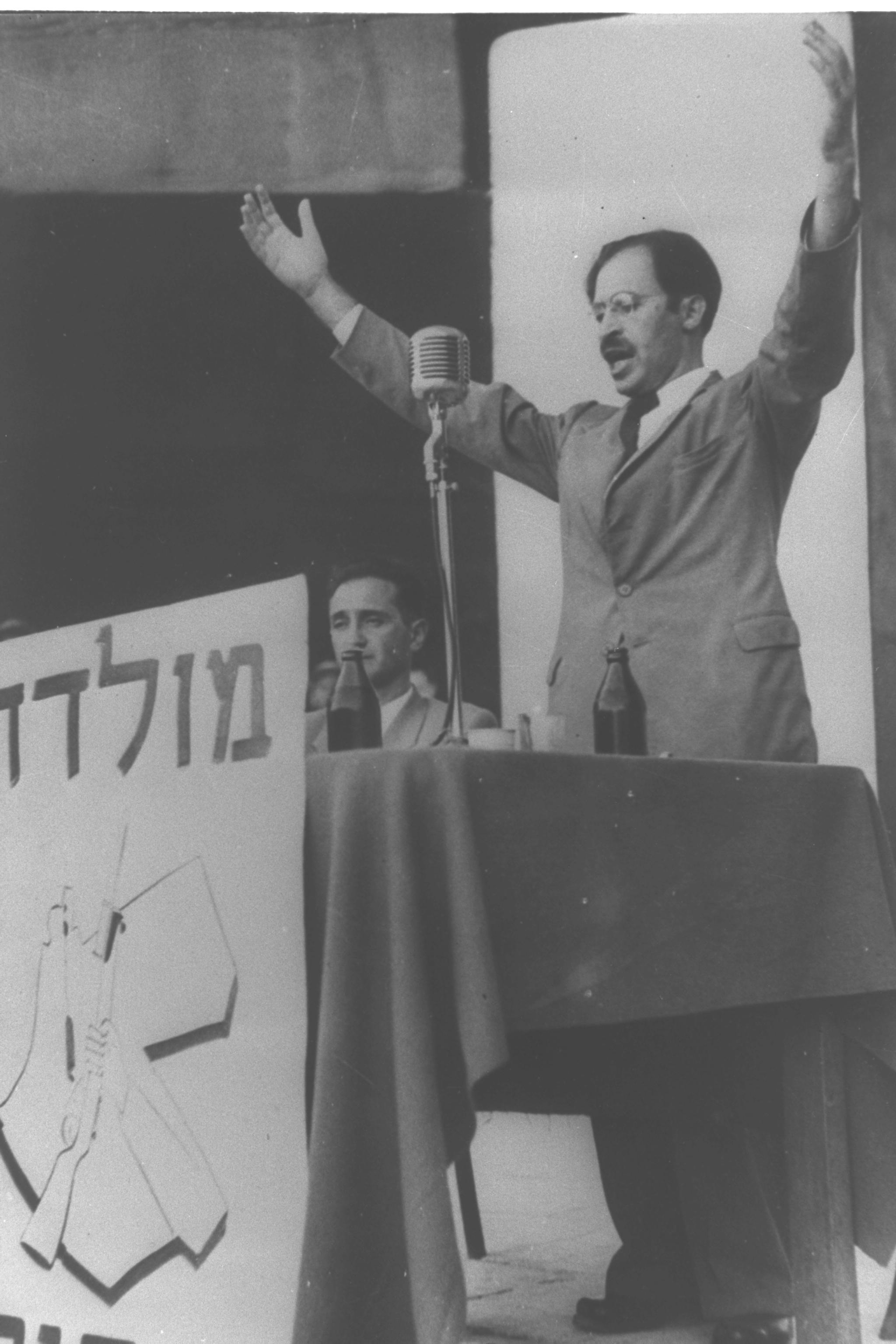
Un giovane Menachem Begin mentre arringa gli spettatori di un suo comizio (14 agosto 1948). Si noti il simbolo dell'Irgun esposto sul palco.

Nel febbraio del 1944, sotto la nuova leadership di Menachem Begin (futuro primo ministro di Israele), l'organizzazione riprese le ostilità contro le autorità britanniche. Lo scopo dichiarato degli attacchi terroristici condotti era quello di accrescere il costo politico e umano del governo mandatario e influenzare la pubblica opinione, sì da incoraggiare lo sgombero britannico. 
Ciò incluse attacchi contro importanti simboli dell'amministrazione britannica, conducendo attentati come quello (22 luglio 1946) perpetrato ai danni della direzione centrale militare, civile e delle forze di polizia ospitati in un'ala del King David Hotel (91 morti, tra i quali 17 civili ebrei) e l'assalto alla prigione britannica ad Acri (16 aprile 1947). A seguito di tali attacchi, numerosi attivisti dell'Irgun furono catturati, imprigionati ed, alcuni, condannati a morte, furono impiccati. 

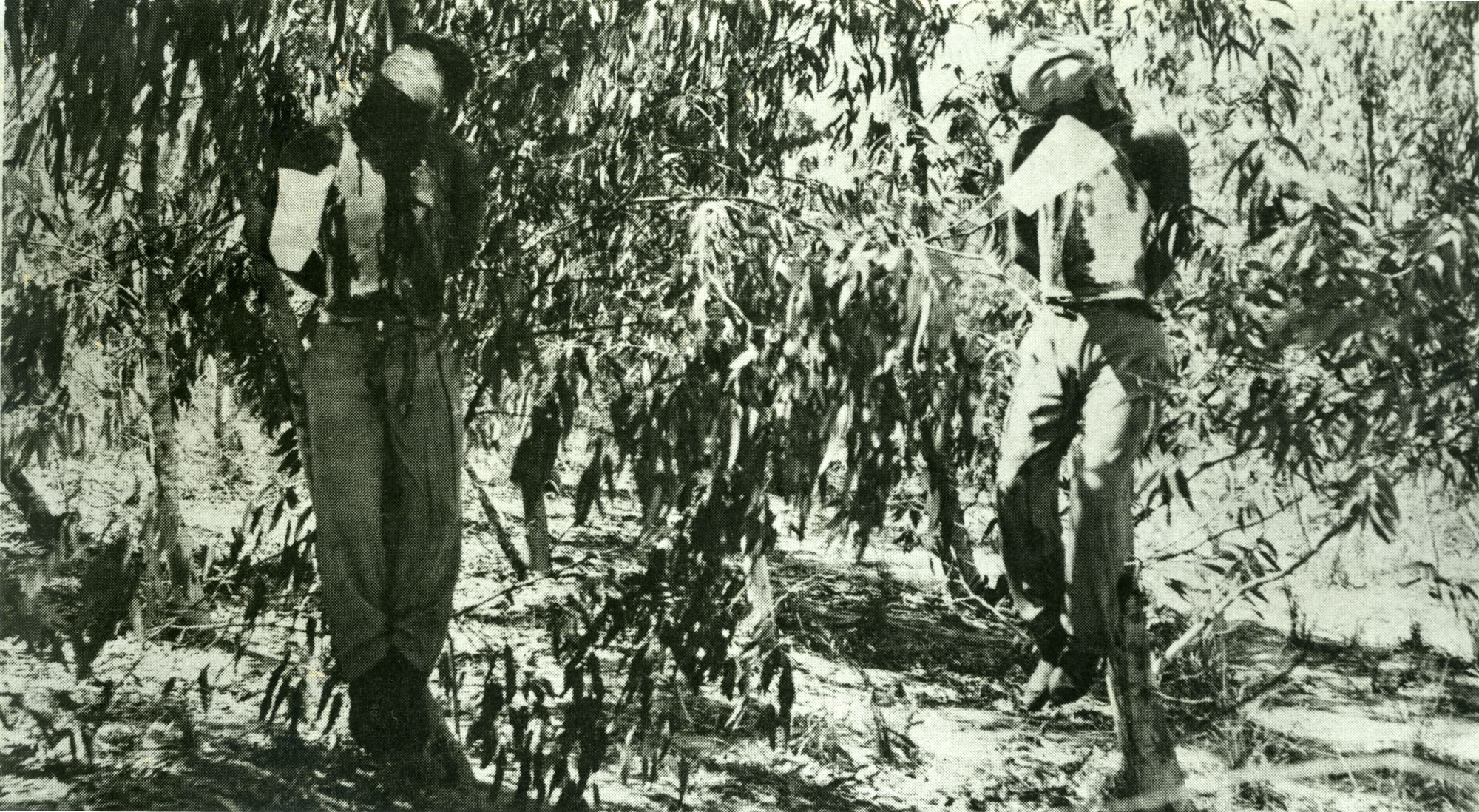
I due sergenti britannici, Clifford Martin e Marvin Paice, catturati e trucidati nel 1947 dall'Irgun Tzvai Leumi

Rifiutando di accettare la giurisdizione delle corti britanniche, gli accusati rifiutarono di difendersi. La leadership dell'Irgun infine rispose a queste esecuzioni progettando ed eseguendo il rapimento di due sergenti britannici, che furono impiccati. L'azione spinse il governo britannico a cercare una conciliazione ed in effetti condusse alla sospensione delle esecuzioni da parte di Londra.
A seguito dell'assassinio di Lord Moyne da parte dell'organizzazione terroristica di ebraica di destra, nota come "Banda Stern", l'Yishuv e l'Agenzia ebraica avviarono la "stagione della caccia" contro l'Irgun e la Banda Stern, facilitando l'arresto di circa 1000 membri di queste organizzazioni, internati in campi britannici. La Gran Bretagna deportò 251 di essi in Africa.
Dall'ottobre del 1945 (circa) fino al luglio del 1946, l'Irgun, alleato con l'Haganah ed il Lehi nel Movimento di Resistenza Ebraica (תנועת המרי העברי), organizzò azioni per combattere le restrizioni britanniche circa l'immigrazione ebraica in Palestina. L'attiva partecipazione dell'Haganah nel Movimento di Resistenza finì a seguito dell'operazione Agatha, con cui le autorità del Mandato arrestarono 2.700 persone per gli attacchi terroristici condotti contro le forze britanniche. L'Haganah abbandonò formalmente l'alleanza a seguito dell'attentato terroristico compiuto dall'Irgun ai danni delle direzioni centrali delle forze militari, civili e di polizia nel King David Hotel di Gerusalemme, che cagionò la morte di 91 persone, formalmente "giustificata" come rappresaglia per l'"operazione Agatha".
Dal luglio 1946 al giugno 1948, l'Irgun combatté come forza irregolare contro il Mandato britannico e le forze arabe, in coordinamento informale con le forze dell'Haganah. La partecipazione di membri dell'Irgun al massacro di Deir Yassin è stata documentata. La più vasta operazione fu il riuscito assalto a Jaffa (un'enclave araba secondo il Piano di partizione dell'ONU) cominciato il 25 maggio.

## Operazioni in Europa
Immediatamente dopo la fine della seconda guerra mondiale, l'Irgun decise di aprire un "secondo fronte" in Europa.
L'incarico di organizzare la rete terroristica fu affidato a Yaakov Tavin, il quale fondò la prima base in Italia dopo esservisi introdotto illegalmente, nascosto a bordo di una nave petroliera italiana. La rete clandestina, capeggiata da Tavin, contò in breve tempo oltre mille aderenti, in gran parte profughi dall'Europa orientale, dalla Germania e dall'Austria. Tra questi, numerosi erano gli ex aderenti alle cellule terroristiche operative in Polonia e Lituania nella seconda metà degli anni Trenta. Essi formarono il nucleo del braccio italiano dell'Irgun.
Simili cellule, sotto la guida di Isaac Raviv, furono create poco dopo anche nelle zone occupate dalla truppe britanniche in Germania. Dopo aver completato la propria organizzazione, preparazione e consolidamento, le cellule passarono alla pianificazione di attentati terroristici. Il primo obiettivo prescelto fu l'ambasciata britannica a Roma.

### Attentato a Roma
Il 31 ottobre 1946, tre giovani terroristi dell'Irgun condussero un attentato contro l'ambasciata britannica a Roma, una villa appartenuta alla famiglia Torlonia sita presso Porta Pia.
Usciti da una pensione, furono trasportati presso l'obiettivo da un taxi e giunsero a destinazione dopo la mezzanotte. Due potenti ordigni esplosivi a tempo, occultati in altrettante valigie, furono lasciati presso l'ingresso della missione diplomatica. I terroristi si dileguarono e, alle 2:46, due violente esplosioni causarono la totale distruzione dello storico edificio e il ferimento di due cittadini italiani: un militare in congedo che stava transitando in zona e, più lievemente, il portiere di uno stabile vicino. A quanto appurato dalle prime testimonianze gli attentatori avrebbero lasciato sulle valigie contenenti il tritolo un cartello "attenzione miny" che poteva far pensare al tentativo di comunicare la presenza di esplosivo (mine). Secondo ricostruzioni successive, l'esplosivo sarebbe stato fornito all'Irgun da parte di alcuni neofascisti facenti parte del neonato gruppo dei Fasci di Azione Rivoluzionaria, fondato da Pino Romualdi.
L'attentato terroristico, per la sua gravità, ebbe risonanza mondiale; rimase quello più grave condotto dall'Irgun in Europa. Esso creò grave preoccupazione in Gran Bretagna, che in risposta assunse misure d'emergenza, inclusa l'istituzione di misure di sicurezza presso tutti gli obiettivi sensibili, dalla capitale, Londra, alle missioni diplomatiche in tutta Europa. L'ambasciata britannica a Roma, il cui edificio era stato distrutto in modo irreparabile, fu trasferita presso Villa Wolkonsky, sino all'apertura della nuova sede diplomatica. I responsabili dell'attentato e numerosi aderenti alla rete terroristica clandestina dell'Irgun furono arrestati dalla polizia italiana, ma alcuni furono rilasciati poco dopo, a richiesta delle autorità alleate d'occupazione, restando così impuniti.
Tra gli altri arrestati, Ysrael Epstein fu invece trattenuto in carcere; tentò la fuga il 27 dicembre 1946, ma ferito mortalmente da un agente, morì il giorno seguente.
A seguito degli arresti operati in Italia, il quartier generale dell'organizzazione fu trasferito a Parigi, mentre nuove cellule terroristiche venivano organizzate in diverse parti d'Europa, sempre nell'intento di colpire gli interessi britannici. In tale rinnovata campagna terroristica, furono condotti, tra l'altro, attentati contro l'Hotel Sacher a Vienna, che ospitava il quartier generale delle forze armate britanniche d'occupazione e che subì un attentato dinamitardo, e il sabotaggio di un treno che trasportava truppe britanniche.

## Episodio dell'Altalenae scioglimento
Nel 1948, il gruppo fu disciolto ed i suoi membri integrati nelle neo-costituite forze di difesa israeliane (IDF).
L'integrazione coincise con l'affondamento, da parte dell'IDF, dell'Altalena, una nave carica di armi e militanti dell'Irgun diretta verso Haifa ed il cui sbarco fuori dal controllo del governo israeliano era stato vietato dallo stesso Ben Gurion.

## Natura dell'Irgun
I leader della maggioritaria Agenzia ebraica, dell'Haganah e dell'Histadrut, come pure le autorità britanniche, condannarono le operazioni dell'Irgun come terroristiche e le stigmatizzarono come illegali, visti gli attacchi dei gruppi dell'Irgun contro obiettivi civili.

## Stazione radio
L'Irgun ebbe, dal 1939, una stazione radio: Kol Tsion HaLokhemet ("La voce della lotta di Sion").